# Collodictyon-Malawimonas
Collodictyon-Malawimonas es un pequeño grupo de protozoos caracterizados por ser unicelulares, flagelados y fagótrofos depredadores, que al igual que los excavados presentan un surco de alimentación ventral. Es un clado que constituye un linaje antiguo dentro de la filogenia eucariota de acuerdo con múltiples estudios filogenéticos. A pesar de que los subgrupos Collodictyonidae y Malawimonadea han sido clasificados separados, uno en Varisulca y el otro en Excavata respectivamente, los estudios más recientes demuestran que en realidad serían un grupo independiente de los demás supergrupos eucariotas y podrían situarse en la base del árbol filogenético; de tal manera que sus características podrían ser similares a las formas eucariotas más primitivas.

## Filogenia
Varios análisis filogenéticos que incluyeron a los géneros Collodictyon y Malawimonas han demostrado que conforman un clado bien consensuado, a pesar de ello, aún hoy (2017) no ha recibido un nombre científico ni se le ha asignado un taxón. Por otro lado, la relación exacta entre este clado y los supergrupos eucariotas aún no está definida y se ha determinado que podría resultar ser un clado basal de Eukarya, un clado basal de Bikonta, un clado basal de Amorphea o un clado basal de Opimoda. En cambio, un estudio reciente (2018) relaciona a Collodictyon con Rigifilida y Mantamonas en un clado denominado CRuMs, situando a Malawimonas como grupo hermano de Amorphea + CRuMs y Ancyromonadida como grupo basal a los demás.